# Mathieu Queunot
Mathieu Queunot, né le 27 mars 1766 à Gray en Haute-Saône et mort le 24 avril 1845 à Sedan dans les Ardennes, est un général français de la Révolution et de l’Empire.

## Biographie
Il entre en service le 8 janvier 1783 au Régiment Colonel-Général cavalerie et obtient son congé le 26 août 1790. Il reprend du service le 1er octobre 1791 comme lieutenant dans le 23e régiment de chasseurs à cheval et participe avec distinction aux campagnes de 1792 et de 1793 dans les armées des Ardennes et du Nord. Il reçoit son brevet de capitaine le 13 mai 1792 à l’armée de Sambre-et-Meuse. Le 23 juin 1794, il devient aide de camp de l’adjudant-général Mallerot et est blessé par un coup de feu aux reins le 15 août 1794 lors de la reprise du Quesnoy, puis le 27 août à la reprise de Valenciennes par un coup de feu à la jambe gauche. Il est de nouveau blessé le 17 août 1796, d'une balle au pied gauche à Sulzbach.
De 1797 à 1798, il est affecté à l’armée de Mayence. Le 1er août 1799, il rejoint l’armée du Danube comme aide de camp de l’adjudant-général Delotz. À l'armée du Rhin en 1800 et 1801, il est blessé d'un coup de feu au pied droit sur le pont de Dillingen le 19 mai 1800, avant d'être promu chef d’escadron à la suite du 23e régiment de chasseurs à cheval le 23 juin suivant. Le 18 juin 1800, au passage du Danube à la tête d'un escadron de carabiniers, il traverse le fleuve entre une colonne de 1 400 hommes d'infanterie et une batterie de canons gardée par 260 hussards ennemis qu'il contourne, prend les canons et poursuit les hussards dont 112 sont faits prisonniers. Cette charge hardie fait mettre bas les armes à l'infanterie et contribue au succès de cette journée. Le 22 juin 1800, il est blessé légèrement d'un coup de feu à l'estomac.
Adjoint à l'état-major général de l'armée du Rhin le 20 février 1801, Queunot rejoint l'état-major de l'armée de Brest le 28 juillet suivant. Le 14 décembre 1801, il passe au 4e régiment de cavalerie, et de 1802 à 1803, il est en garnison à Charleville. Le 29 octobre 1803, il devient major au 1er régiment de dragons et est fait chevalier de la Légion d’honneur le 25 mars 1804.
En 1806 et 1807, il participe à la campagne de Prusse et de Pologne et est nommé colonel le 31 décembre 1806 au 9e régiment de dragons. De 1808 à 1811, il est affecté à l’armée d’Espagne. Créé baron de l’Empire le 7 juin 1808, il est élevé au grade d’officier de la Légion d’honneur le 6 juin 1811 et est promu général de brigade le 6 août de la même année. Le 25 décembre 1811, il devient commandant de la 3e brigade de la 1re division de cuirassiers de l’armée d’Allemagne. À la suite d'une chute de cheval, il a la jambe fracturée en deux endroits le 6 janvier 1812, près de Golymin (en).
Il participe à la campagne de Russie, où il est blessé par un boulet à la cuisse droite le 7 septembre 1812 à la bataille de la Moskova. Le 5 mai 1813, il fait partie de la 2e division de marche du général Pajol et se trouve à la bataille de Bautzen les 20 et 21 mai 1813. Le 13 juillet 1813, il obtient un congé pour soigner ses blessures, avant de prendre le commandement de la 1re brigade de la division de cavalerie lourde du 5e corps. Il est admis à la retraite le 19 septembre 1813.
Le général Queunot meurt le 24 avril 1845 à Sedan.

## Donataire
- Le 17 mars 1808, rente de 4 000 francs sur le Trasimène.

## Armoiries
| Figure | Nom du baron et blasonnement |
| ------ | --- |
|        | Armes du baron Mathieu Queunot et de l'Empire, décret du 19 mars 1808, lettres patentes du 7 juin 1808, officier de la Légion d'honneur Écartelé; au premier d'argent à la tête de cheval bridée de sable; au second de gueules au signe des barons sortis de l'armée; au troisième de gueules aux trois étoiles d'argent posées deux et une, au quatrième d'argent au casque de dragon de sable - Livrées : rouge, noir et blanc. |

## Sources
- (en) « Generals Who Served in the French Army during the Period 1789 - 1814: Eberle to Exelmans »
- Thierry Pouliquen, « Les généraux français et étrangers ayant servis [sic] dans la Grande Armée » (consulté le 25 octobre 2014)
- « La noblesse d’Empire » (consulté le 25 octobre 2014)
- « Cote LH/2248/41 », base Léonore, ministère français de la Culture
- Vicomte Révérend, Armorial du premier empire, tome 4, Honoré Champion, libraire, Paris, 1897, p. 100.
- (pl) « Napoléon.org.pl »
- Annales Franc-Comtoises, Tome VII, J.Jacquin imprimeur, libraire, Besançon, 1867, p. 233.
- Louis Suchaux, Galerie biographique du département de la Haute-Saône, chez l’auteur, Vesoul, 1864, p. 282.
- Georges Six, Dictionnaire biographique des généraux & amiraux français de la Révolution et de l'Empire (1792-1814), Paris : Librairie G. Saffroy, 1934, 2 vol., p. 339-340

Catégorie Naissance dans la province de Franche-Comté